# Guilherme da Trindade Dubas
Guilherme da Trindade Dubas (Curitiba, Brasil; 1 de mayo de 2000), conocido como Guilherme Biro, es un futbolista brasileño. Juega de defensa y su equipo actual es el Austin FC de la Major League Soccer.

## Trayectoria
En enero de 2024, Guilherme Biro firmó en el Austin FC de la Major League Soccer.

## Estadísticas
Actualizado al último partido disputado el 17 de marzo de 2024.
| Club                     | Div.          | Temporada     | Liga  | Liga  | Estatal | Estatal | Copas nacionales | Copas nacionales | Copas internacionales | Copas internacionales | Total | Total |
| Club                     | Div.          | Temporada     | Part. | Goles | Part.   | Goles   | Part.            | Goles            | Part.                 | Goles                 | Part. | Goles |
| ------------------------ | ------------- | ------------- | ----- | ----- | ------- | ------- | ---------------- | ---------------- | --------------------- | --------------------- | ----- | ----- |
| Coritiba · Brasil        | 1.ª           | 2020          | 9     | 0     | 0       | 0       | 0                | 0                | 0                     | 0                     | 0     | 0     |
| Coritiba · Brasil        | 2.ª           | 2021          | 33    | 1     | 3       | 0       | 0                | 0                | 0                     | 0                     | 0     | 0     |
| Coritiba · Brasil        | 1.ª           | 2022          | 14    | 0     | 12      | 0       | 2                | 0                | 0                     | 0                     | 0     | 0     |
| Coritiba · Brasil        | Total club    | Total club    | 0     | 0     | 0       | 0       | 0                | 0                | 0                     | 0                     | 0     | 0     |
| Mirassol · Brasil        | 2.ª           | 2023          | 29    | 2     | 14      | 0       | —                | —                | 0                     | 0                     | 0     | 0     |
| Mirassol · Brasil        | Total club    | Total club    | 0     | 0     | 0       | 0       | 0                | 0                | 0                     | 0                     | 0     | 0     |
| Austin FC Estados Unidos | 1.ª           | 2024          | 4     | 1     | 0       | 0       | —                | —                | 0                     | 0                     | 0     | 0     |
| Austin FC Estados Unidos | Total club    | Total club    | 0     | 0     | 0       | 0       | 0                | 0                | 0                     | 0                     | 0     | 0     |
| Total carrera            | Total carrera | Total carrera | 0     | 0     | 0       | 0       | 0                | 0                | 0                     | 0                     | 0     | 0     |

## Palmarés

### Títulos estatales
| Título                | Club     | País   | Año  |
| --------------------- | -------- | ------ | ---- |
| Campeonato Paranaense | Coritiba | Paraná | 2022 |